# ヴルコリニェツ
ヴルコリニェツ（ウルコリーネツ、スロバキア語: Vlkolínec、ハンガリー語: Vlkolinec (Vlkolinecz), Vlikolinecz, Wlkolinecz, Wlikolinecz, ポーランド語: Wilkoliniec）は、スロバキア共和国ジリナ県ルジョムベロク郡ルジョムベロク市内の街区の一つで、低タトラ山脈の中腹にある村落である。
中世以来の伝統的な工法の建物群が現存していることから、1993年にユネスコの世界遺産に登録された。地元の人々が実際に暮らす村落で世界遺産に登録された例には、そのほかに「ホッローケーの古い村落とその周辺」（ハンガリー）、「白川郷・五箇山の合掌造り集落」（日本）などがあるが、ヴルコリニェツはそれらよりも小さな村のため、町並みなどが対象となる「建造物群」に分類される文化遺産の中では、最小クラスの物件である。
ホッローケーから120キロメートルという近さのため、2つの村落はしばしば類似の景観として理解されるが、ヴルコリニェツには独自の文化的伝統に対する強い誇りが存在する。とはいえ、わずか45軒の住居が並ぶ小さな村落では、定住人口は減少傾向にある。都会の住民が別荘などとして住居を買い取る事例も現れているが、外観は保持することが条件となっていることから、景観は守られている。しかし、ヴルコリニェツで伝統的に培われてきた村落共同体文化の維持・継承は困難になってきている。

## ギャラリー

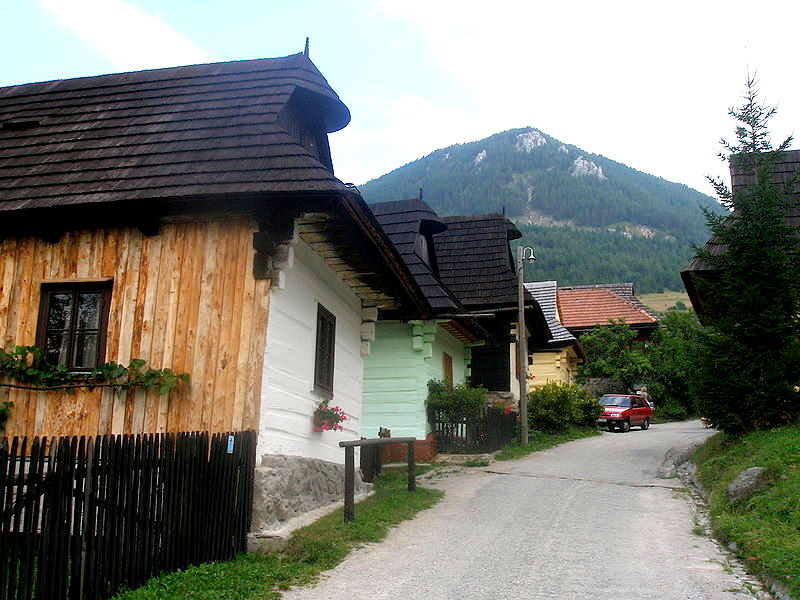
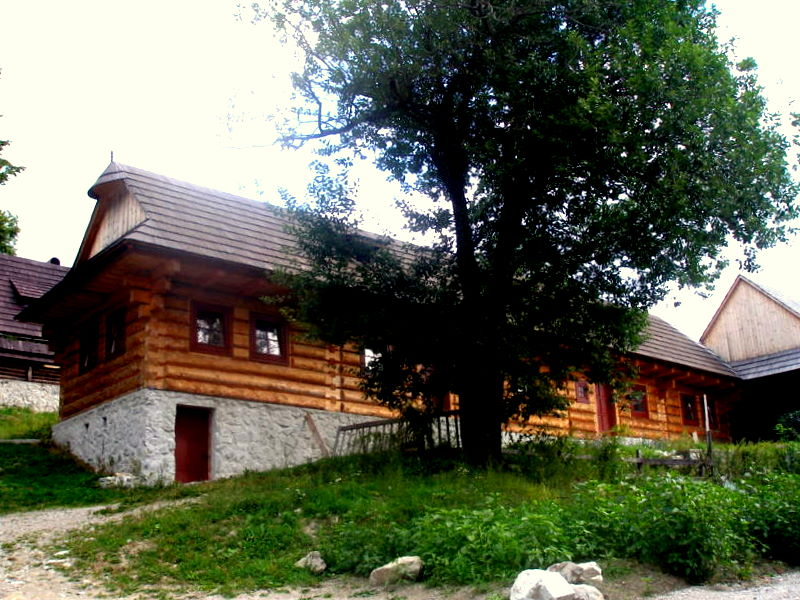
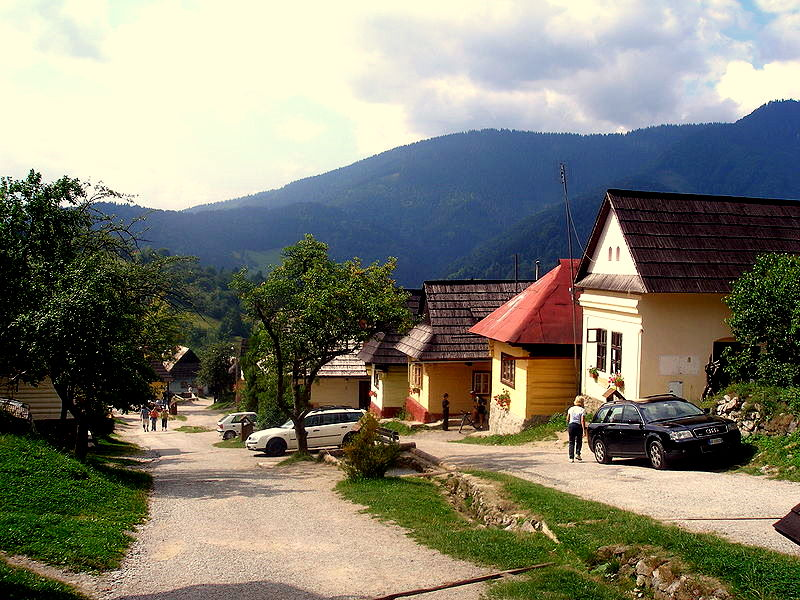
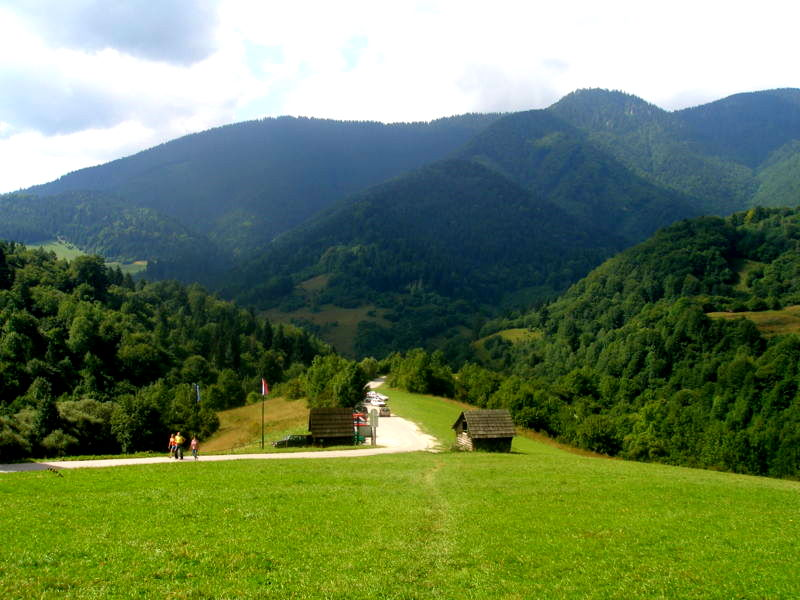
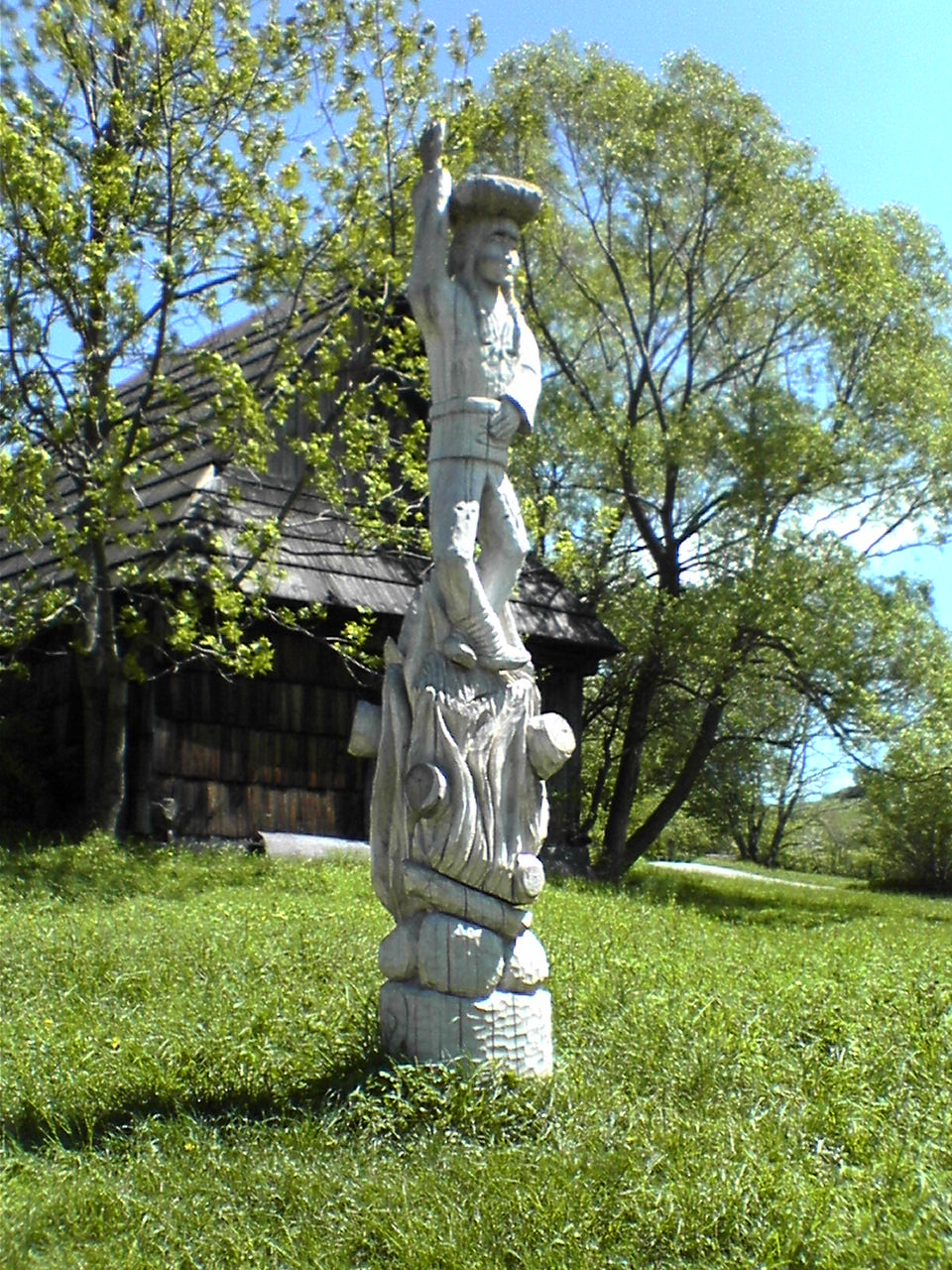
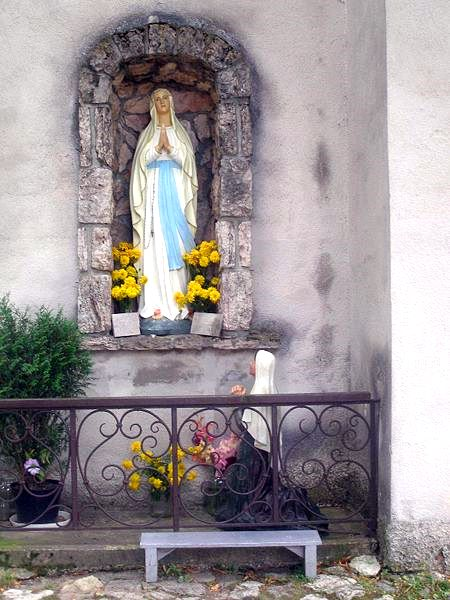
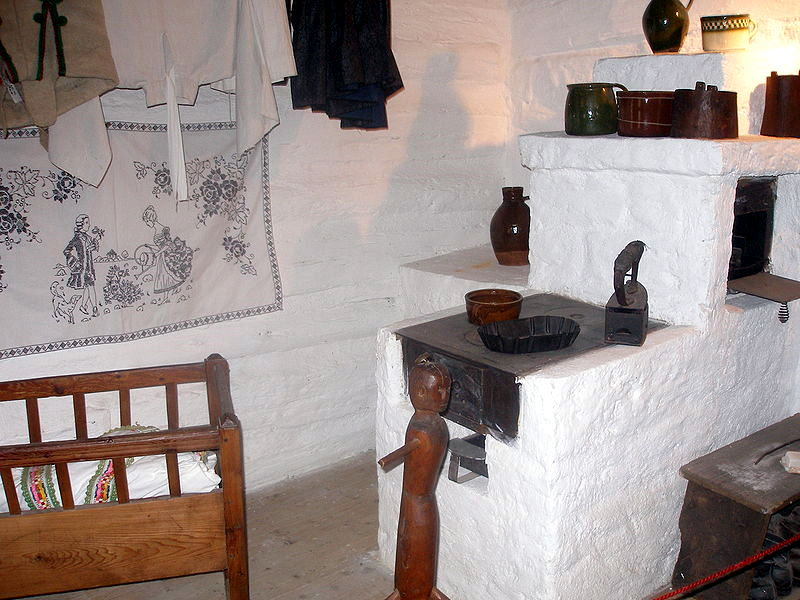

## 登録基準
この世界遺産は世界遺産登録基準のうち、以下の条件を満たし、登録された（以下の基準は世界遺産センター公表の登録基準からの翻訳、引用である）。
- (4) 人類の歴史上重要な時代を例証する建築様式、建築物群、技術の集積または景観の優れた例。
- (5) ある文化（または複数の文化）を代表する伝統的集落、あるいは陸上ないし海上利用の際立った例。もしくは特に不可逆的な変化の中で存続が危ぶまれている人と環境の関わりあいの際立った例。